# Paul Salmon (écrivain)
Pour les articles homonymes, voir Salmon et Paul Salmon.
Paul Salmon, né le 26 mars 1884 et mort le 1er mars 1965, est un écrivain français, auteur de romans populaires et policiers et de littérature d'enfance et de jeunesse sous différents pseudonymes : Paul Darcy, Paul Dargens, Paul Dancray, Robert Navailles.

## Biographie
Écrivain prolifique, Paul Salmon est l'auteur de plus de 400 romans signés de son nom ou de l'un de ses quatre pseudonymes, ce qui lui permet d'écouler sa production. Il épouse en 1912 l’écrivaine Henriette Leenhouder dont il divorce 10 ans plus tard.
Il a ensuite comme collaboratrice, secrétaire et deuxième épouse Léonce Prache, elle-même écrivaine de romans populaires dont les thématiques sont semblables à celles de son époux.
Devenu aveugle, il n'en continue pas moins sa carrière littéraire, grâce à l'aide de sa femme et d'une secrétaire à laquelle il dicte ses récits.  Il touche tous les genres populaires en vogue dans la première moitié du XXe siècle, du roman de cape et d'épée à la science-fiction, avec une nette prédilection pour les romans sentimentaux et d'aventures qu'il fait paraître pendant l'entre-deux-guerres dans les diverses collections des éditeurs Tallandier, Rouff, Baudinière et Fayard. Peu avant et pendant la Deuxième Guerre mondiale, il écrit de nombreux romans policiers pour Ferenczi et, après le conflit, pour les éditions lyonnaises du Puits-Pelu.
Certains de ses titres sont expressément destinés à de jeunes lecteurs et appartiennent à des collections consacrées à la littérature d'enfance et de jeunesse.

## Œuvre

### Romans

#### Signés Paul Salmon
- La Guerre sous terre, Paris, Éditions de la Collection héroïque no 7, 1917
- Le Serment des trois frères belges, Paris, Éditions de la Collection héroïque no 8, 1917
- Odyssée de quatre fusiliers marins, Paris, Éditions de la Collection héroïque no 9, 1917
- La Nièce du geôlier, Paris, Éditions de la Collection d'aventures no 171, 1920
- Pendus en grève, Paris, Éditions de la Collection d'aventures no 172, 1920
- La Course au millions, Paris, Offenstadt, Collection d'aventures no 205, 1920
- La Poudre du sommeil, Paris, Offenstadt, Collection d'aventures no 206, 1920
- La Mine mortelle, Paris, Offenstadt, Collection d'aventures no 207, 1920
- Messagère du bonheur, Paris, Ferenczi, coll. Le Petit Livre no 814, 1928
- Caprice d'amant, Paris, Ferenczi, coll. Le Petit Livre no 848, 1929
- Le Cœur qui supplie, Paris, Ferenczi, coll. Mon livre favori no 651, 1933
- Pour ceux de France, Paris, Baudinière, 1931 ; réédition, Paris, E. Figuière, 1935
- Quand fleurit l'amour, Paris, Ferenczi, coll. Le Petit Livre no 1152, 1935
- Amour, ô divin maître, Paris, Ferenczi, coll. Mon livre favori no 903, 1938

#### Signés Paul Darcy
- Suprême Tendresse, Paris, Librairie des romans choisis  no 18, 1916
- L'Étoile du Penjab, Paris, Éditions de la Collection d'aventures, 1917
- Le Sanctuaire des Honcas, Paris, Éditions de la Collection d'aventures, 1917
- Quand l'amour chante, Paris, Librairie des romans choisis, Collection gauloise no 23, 1918
- Reine de beauté, Paris, Tallandier, coll. Le Livre national. Romans pour tous no 15, 1918
- Fleurs de Paris, Paris, Albin Michel, coll. Mon petit roman, 1919
- Le Cœur de Jacqueline, Paris, Librairie des romans choisis, Collection des petits chefs-d'œuvre, 1919
- Chanson d'amour, Paris, Librairie des romans choisis, Collection gauloise no 67, 1919
- Suzy la blonde, Paris, Librairie des romans choisis  no 61, 1919
- Bibi Chambard, dragon de la garde, Paris, Éditions de la Collection d'aventures no 167-169, 1920 (roman en quatre parties : Bibi Chambard, dragon de la garde, L'Auberge du diable, Le Complot de l'auberge et L'Enfer de Cabrera)
- Fiançailles de printemps, Collection FAMA, Bibliothèque de la "Mode Nationale", 1921 ; réédition, Paris, Fayard, coll. Les Maîtres du roman populaire no 476, 1934
- Tête folle, Paris, France-Édition, Bijou-collection no 62, 1921
- Qu'ils sont jolis vos yeux !, Paris, France-Édition, Bijou-collection no 72, 1921
- Les Millions de la Giralda, Paris, Éditions de la Collection d'aventures no 192-194, 1921 (roman en trois parties : Les Mystères du vieux manoir, Le Secret du pirate et La Chambre rouge)
- Le Secret d'Arlette, Paris, France-Édition, coll. Ce qu'on lit à vingt ans no 13, 1922
- Et leurs lèvres s'unissent, Paris, France-Édition, coll. Ce qu'on lit à vingt ans no 33, 1923
- Le Péché de la mort, Paris, France-Édition, coll. Ce qu'on lit à vingt ans no 58, 1923
- Les Débrouillards du 3e, Paris, France-Édition, 1924
- Son Altesse Cirajette, Paris, France-Édition, 1924
- Poupée perverse, Paris, France-Édition, 1924
- Chercheuse d'amour, Paris, Tallandier, coll. Le Livre national. Romans populaire no 562, 1925
- Roses d'amour, Paris, Tallandier, Le Livre de Poche Tallandier (2e série) no 101, 1925
- Séduite, Paris, Rouff, coll. Mon roman no 105, 1925
- Le Doux vertige, Paris, Rouff, coll. Mon roman no 122, 1925
- L'Appel des cœurs, Paris, Rouff, coll. Mon roman no 129, 1925
- La Chanson des cœurs, Paris, Fayard, coll. Les Maîtres du roman populaire no 267, 1925
- Aouda la guerrière, Paris, Ferenczi, coll. Les Romans d'aventures (2e série) no 7, 1925
- Beaux yeux menteurs, Paris, Tallandier, coll. Le Livre national. Romans populaires no 517, 1926
- Les Séquestrés du Val-Fleuri, Paris, Tallandier, coll. Le Livre de Poche Tallandier (2e série) no 110, 1926
- Amours andalouses, Paris, Tallandier, coll. Le Livre de Poche Tallandier (2e série) no 154, 1926
- Malgré l'enfant, Paris, Rouff, coll. Mon roman no 144, 1926
- Vierge sage, Paris, Rouff, coll. Mon roman no 167, 1926
- Sacrifice d'amante, Paris, Rouff, coll. Le Livre illustré no 23, 1926
- Gina la blonde, Paris, Rouff, coll. Le Livre illustré no 41, 1926
- Le Démon de l'amour, Paris, Fayard, coll. Les Maîtres du roman populaire no 283, 1926
- Jolie mienne, Paris, S.E.T., 1926
- Les Amants du Golfe-Juan, Paris, S.E.T., coll. Les Meilleurs Romans populaires no 63, 1926
- Maman: roman sentimental, Paris, Édition du Livre national, 1927
- Le Roman de Christiane, Paris, Tallandier, Le Livre de Poche Tallandier (2e série) no 181, 1927
- Les Briseurs de rêves, Paris, Tallandier, coll. Le Livre national. Romans populaires no 602, 1927
- Quand le cœur nous mène, Paris, Tallandier, coll. Romans célèbres de drame et d'amour no 25, 1927
- L'Automne d'un cœur, Paris, Rouff, coll. Mon roman no 201, 1927
- Le Miracle d'aimer, Paris, Rouff, coll. Mon roman no 207, 1927
- C'est l'amour qui passe, Paris, Rouff, coll. Le Livre illustré no 68, 1927
- Le Cœur de Liliane, Paris, Fayard, coll. Le Livre populaire no 202, 1927
- L'amour s'éveille, Paris, Fayard, coll. Les Maîtres du roman populaire no 304, 1927
- Au jardin secret de mon cœur, Paris, Fayard, coll. Les Maîtres du roman populaire no 316, 1927
- Pour l'amour, Paris, S.E.T., coll. Les Plus Belles Histoires d'amour no 8, 1927
- Josiane la conquérante, Paris, S.E.T., coll. Les Plus Belles Histoires d'amour no 25, 1927
- Quand on suit le même chemin, Paris, Tallandier, Le Livre de Poche Tallandier (3e série) no 29, 1928
- Le Tendre Cœur de ma mie, Paris, Tallandier, coll. Le Livre de Poche Tallandier (3e série) no 36, 1928
- Le cœur ne vieillit pas, Paris, Tallandier, Le Livre de Poche Tallandier (3e série) no 60, 1928
- Orgueilleuse Beauté, Paris, Tallandier, coll. Le Livre de Poche Tallandier (3e série) no 68, 1928
- Si tu ne m'aimes plus, Paris, Tallandier, coll. Le Livre national. Romans populaires no 622, 1928
- Tu n'as pas su m'aimer, Paris, Tallandier, coll. Le Livre national. Romans populaires no 647, 1928
- La Faute amoureuse, Paris, Tallandier, coll. Romans célèbres de drame et d'amour no 54, 1928
- Quand tu souris, à mon amour, Paris, Tallandier, coll. Romans célèbres de drame et d'amour no 89, 1928
- Et l'on parle d'amour, Paris, Rouff, coll. Mon roman no 239, 1928
- S'aimaient-ils ?, Paris, Rouff, coll. Mon roman no 256, 1928
- Cœur sans amour, Paris, Rouff, coll. Mon roman no 263, 1928
- Cœur de démon, Paris, Rouff, coll. Mon roman no 273, 1928
- La Grande Loi d'amour, Paris, Rouff, coll. Mon roman no 289, 1928
- Sous le beau ciel de Nice, Paris, Rouff, coll. Le Livre illustré no 89, 1928
- Djellah la belle, Paris, Fayard, coll. Le Livre populaire no 220, 1928
- Cœurs de vingt ans, Paris, Fayard, coll. Les Maîtres du roman populaire no 328, 1928
- Vivette, enfant de l'amour, Paris, Fayard, coll. Les Maîtres du roman populaire no 343, 1928
- À l'ombre de ton amour, Paris, S.E.T., coll. Les Meilleurs Romans populaires no 9, 1928
- Quand finit le rêve, Paris, S.E.T., coll. Les Plus Belles Histoires d'amour no 46, 1928
- Les Comédiens de l'amour, Paris, Tallandier, coll. Le Livre de Poche Tallandier (3e série) no 93, 1929
- Josette ! mon bel amour !, Paris, Tallandier, coll. Le Livre de Poche Tallandier (3e série) no 109, 1929
- Sur l'aile de l'amour, Paris, Tallandier, coll. Le Livre de Poche Tallandier (3e série) no 124, 1929
- Les Amants de Montmartre, Paris, Rouff, coll. Mon roman no 314, 1929
- Après la douleur, Paris, Rouff, coll. Mon roman no 328, 1929
- Puisque je t'aime, Paris, Rouff, coll. Le Livre illustré no 97, 1929
- Le cœur pardonne, Paris, Rouff, coll. Le Livre illustré no 114, 1929
- Le Fléau des mers du Sud, Paris, Tallandier, coll. Voyages lointains. Aventures étranges no 32, 1929
- Pour la beauté... Pour ton amour !, Paris, Tallandier, coll. Romans célèbres de drame et d'amour no 103, 1929
- Sans amour au cœur, Paris, Tallandier, coll. Romans célèbres de drame et d'amour no 111, 1929
- La Dame du soleil, Paris, Tallandier, coll. Romans célèbres de drame et d'amour no 162, 1929
- Bâh-Miang, le tigre du Laos, Paris, Fayard, coll. L'Aventure no 2, 1929
- Le Masque d'or, Paris, Fayard, coll. L'Aventure no 10, 1929
- Le Vampire de Warnaga, Paris, Fayard, coll. L'Aventure no 17, 1929
- Tout mon cœur pour t'aimer, Paris, Fayard, coll. Les Maîtres du roman populaire no 360, 1929
- Les Fils de Don Juan, Paris, S.E.T., coll. Les Meilleurs Romans populaires no 36, 1929
- Sur la grand route d'amour, Paris, S.E.T., coll. Les Plus Belles Histoires d'amour no 56, 1929
- À vous j'ai rêvé !, Paris, Éditions du Livre national, 1930
- Par les sentiers de l'amour, Paris, Tallandier, coll. Le Livre de Poche Tallandier (3e série) no 161, 1930
- Et j'ai maudit l'amour !, Paris, Tallandier, coll. Le Livre national. Romans populaires no 724, 1930
- Solange jolie fleur de Paris, Paris, Tallandier, coll. Le Livre national. Romans populaires no 763, 1930
- La Reine des musettes, Paris, Tallandier, coll. Romans célèbres de drame et d'amour no 146, 1930
- Amour, maître du monde, Paris, Rouff, Mon roman no 356, 1930
- Cœur de mère, Paris, Rouff, coll. Mon roman no 375, 1930
- En écoutant battre son cœur, Paris, Rouff, Mon roman no 383, 1930
- Les Amants des sirènes, Paris, Rouff, Mon roman no 386, 1930 (en collaboration avec Léonce Prache)
- Mannequin, rue de la Paix, Paris, Fayard, coll. Les Maîtres du roman populaire no 375, 1930
- Le Désir sans l'amour, Paris, Fayard, coll. Les Maîtres du roman populaire no 383, 1930
- Le cœur a ses secrets, Paris, S.E.T., coll. Les Meilleurs Romans populaires no 52, 1930
- Mère coupable, Paris, S.E.T., coll. Les Plus Belles Histoires d'amour no 85, 1930
- Adultère, Paris, Tallandier, coll. Le Livre de Poche Tallandier (3e série) no 197, 1931
- C'est vous... rien que vous !, Paris, Tallandier, Le Livre de Poche Tallandier (3e série) no 220, 1931
- Rêves immolés, Paris, Tallandier, coll. Le Livre national. Romans populaires no 813, 1931
- Cœur martyr !, Paris, Tallandier, coll. Romans célèbres de drame et d'amour no 187, 1931
- On fait son bonheur, Paris, Tallandier, coll. Romans célèbres de drame et d'amour no 196, 1931
- Pleurez, mon cœur !, Paris, Rouff, coll. Mon roman no 399, 1931
- Un cœur en danger, Paris, Rouff, coll. Mon roman no 410, 1931
- Adieu beau rêve, Paris, Rouff, coll. Mon roman no 418, 1931
- Son premier amant, Paris, Rouff, Mon roman no 427, 1931
- Fidèle malgré tout, Paris, Rouff, Mon roman no 436, 1931
- Petite Amie, Paris, Rouff, coll. Les Romans vécus no 52, 1931
- La Recherche du bonheur, Paris, Fayard, coll. Les Maîtres du roman populaire no 400, 1931
- Amour de prince, Paris, S.E.T., coll. Les Meilleurs Romans populaires no 74, 1931
- Le Grand Mirage de l'amour, Paris, S.E.T., coll. Les Plus Belles Histoires d'amour no 94, 1931
- Riches de leur amour, Paris, Tallandier, Le Livre de Poche Tallandier (3e série) no 237, 1932
- La Faillite d'un amour, Paris, Tallandier, Le Livre de Poche Tallandier (3e série) no 271, 1932
- Cœur inconstant, Paris, Tallandier, coll. Le Roman du dimanche no 20, 1932
- Un pacte avec le bonheur, Paris, Tallandier, coll. Le Roman du dimanche no 53, 1932
- Les Forces de l'amour, Paris, Tallandier, coll. Les Jolis Romans no 10, 1932
- Pour l'honneur, Paris, Tallandier, coll. Les Jolis Romans no 56, 1932
- Aimé des femmes, Paris, Tallandier, coll. Livre national. Les Romans populaires no 837, 1932
- Mondaine, Paris, Tallandier, coll. Livre national. Les Romans populaires no 867, 1932
- C'était un Don Juan, Paris, Tallandier, coll. Les Beaux Romans dramatiques no 16, 1932
- La Jolie Ténébreuse, Paris, Tallandier, coll. Livre national-Aventures et Voyages (2e série) no 464, 1932
- Terre de cyclone, Paris, Tallandier, coll. Grandes aventures et voyages excentriques (2e série) no 423, 1932
- Le Prisonnier de la tour des morts, Paris, Tallandier, coll. Grandes aventures et voyages excentriques (2e série) no 434, 1932
- La Plus Tendre, la Plus Aimé, Paris, Rouff, coll. Le Roman complet no 45, 1932
- Le Mauvais Amour, Paris, Rouff, coll. Les Romans vécus no 71, 1932
- Mère et Fille, Paris, Rouff, coll. Les Romans vécus no 80, 1932
- Âme captive, Paris, Rouff, coll. Les Romans vécus no 97, 1932
- Séduite, Paris, Rouff, coll. Les Romans vécus no 105, 1932
- Le Bouddha qui parle, Paris, Rouff, coll. Romans pour la jeunesse (1re série) no 3, 1932 ; réédition, Paris, Rouff, coll. Romans pour la jeunesse (2e série) no 6, 1947
- Le Mousse de la "Conquérante", Paris, Rouff, coll. Romans pour la jeunesse (1re série) no 9, 1932 ; réédition, Paris, Rouff, coll. Romans pour la jeunesse (2e série) no 63, 1950
- Le Vertige de l'amour, Paris, Fayard, Le Livre populaire no 281, 1932
- Mariée sans amour, Paris, Fayard, coll. Les Maîtres du roman populaire no 418, 1932
- Vedette de cinéma, Paris, Fayard, coll. Les Maîtres du roman populaire no 432, 1932
- Le Beau Voyage de Line, Paris, Fayard, coll. Jeune Femmes et Jeunes Filles no 45, 1932
- Le Droit au pardon, Paris, Tallandier, Le Livre de Poche Tallandier (3e série) no 298, 1933
- Là-haut, sur la butte, Paris, Tallandier, Le Livre de Poche Tallandier (3e série) no 311, 1933
- La Villa du bonheur, Paris, Rouff, Mon roman no 523, 1933
- Un drame à Rio de Janeiro, Paris, Rouff, Romans pour la jeunesse (1re série) no 17, 1933
- Le Jaguar noir, Paris, Rouff, Romans pour la jeunesse (1re série) no 25, 1933
- Le Vol du collier, Paris, Rouff, Romans pour la jeunesse (1re série) no 33, 1933
- Les Bandits de l'Afrique australe, Paris, Rouff, Romans pour la jeunesse (1re série) no 42, 1933
- Dans les repaires de l'Himalaya, Paris, Rouff, Romans pour la jeunesse (1re série) no 49, 1933
- L'amour fut notre guide, Paris, Rouff, Le Livre illustré no 120, 1933
- Seule... avec sa souffrance, Paris, Fayard, 1933
- Cœur romanesque, Paris, Fayard, coll. Les Maîtres du roman populaire no 443, 1933
- Femme trop jolie, Paris, Fayard, coll. Les Maîtres du roman populaire no 450, 1933
- Rivales, Paris, Fayard, coll. Le Livre populaire no 293, 1933
- Le Cadavre dans l'allée verte, Paris, Éditions de France, coll. À ne pas lire la nuit no 24, 1933 ; réédition, Paris, LaBruyère, coll. La Cagoule no 30, 1947
- Petite aimée de mon cœur, Paris, Tallandier, Le Livre de Poche Tallandier (3e série) no 350, 1934
- Un cœur bat en secret, Paris, Tallandier, Le Livre de Poche Tallandier (3e série) no 368, 1934
- La Florentine aux yeux d'or, Paris, Tallandier, coll. Romans de cape et d'épée no 70, 1934
- Les Fiancés de la Térandière, Paris, Rouff, Le Livre illustré no 136, 1934
- Mon amour le sauvera, Paris, Rouff, Mon roman no 560, 1934
- Les Aviateurs du Pacifique, Paris, coll. Rouff, Romans pour la jeunesse (1re série) no 61, 1934
- Les Chercheurs de diamants, Paris, coll. Rouff, Romans pour la jeunesse (1re série) no 70, 1934
- La Prison aérienne, Paris, Rouff, coll. Romans pour la jeunesse (1re série) no 83, 1934
- Les Démons de la prairie, Paris, Rouff, coll. Romans pour la jeunesse (1re série) no 90, 1934 ; réédition, Paris, Rouff, coll. Romans pour la jeunesse (2e série) no 48, 1949
- La Formule 108, Paris, Baudinière, coll. La Guerre secrète, 1935
- Le Capitaine Flamberge, Paris, Tallandier, coll. Romans de cape et d'épée no 86, 1935
- Le Chevalier Satan, Paris, Tallandier, coll. Romans de cape et d'épée no 96, 1935
- Femme coupable, Paris, Rouff, Le Livre illustré no 165, 1935
- La Haine, sœur d'amour, Paris, Rouff, Mon roman no 617, 1935
- Dans les ruines sacrées, Paris, Rouff, coll. Romans pour la jeunesse (1re série) no 117, 1935 ; réédition, Paris, Rouff, Romans pour la jeunesse (2e série) no 40, 1949
- Deux Français intrépides, Paris, Rouff, coll. Romans pour la jeunesse (1re série) no 128, 1935
- Deux détectives amateurs, Paris, Rouff, coll. Romans pour la jeunesse (1re série) no 139, 1935
- L'Ange de la mort, Paris, Tallandier, Le Livre de Poche Tallandier (3e série) no 393, 1935
- Roses d'amour !, Paris, Tallandier, Le Livre de Poche Tallandier (3e série) no 421, 1935
- L'Amour tant attendu, Paris, Fayard, coll. Les Maîtres du roman populaire no 491, 1935
- Dans l'ombre, l'amour veillait, Paris, Fayard, coll. Les Maîtres du roman populaire no 500, 1935
- Le bonheur vint d'Amérique, Paris, Fayard, coll. Les Maîtres du roman populaire no 512, 1935
- Le Roi des archers, Paris, Tallandier, coll. Romans de cape et d'épée no 112, 1936
- Le Baron Sans-Souci, Paris, Tallandier, coll. Romans de cape et d'épée no 121, 1936
- Le Prisonnier de la tour des morts, Paris, Tallandier, coll. Bibliothèque des grandes aventures no 434, 1936
- Le Pirate au masque d'acier, Paris, Tallandier, coll. Grandes Aventures, Voyages excentriques no 551, 1936
- Le Roman d'une orpheline, Paris, Tallandier, Le Livre de Poche Tallandier (3e série) no 442, 1936
- L'As des spahis, Paris, Rouff, Romans pour la jeunesse (1re série) no 169, 1936 ; réédition, Paris, Rouff, Romans pour la jeunesse, 2e série, no 52, 1949
- La Mine de rubis, Paris, Rouff, Romans pour la jeunesse (1re série) no 192, 1936
- Le Coureur de savanes, Paris, Rouff, Romans pour la jeunesse (1re série) no 215, 1936
- L'amour guida leurs pas, Paris, Fayard, coll. Les Maîtres du roman populaire no 521, 1936
- L'Amour des filles d'Arles, Paris, Fayard, coll. Les Maîtres du roman populaire no 536, 1936
- Sous la loi d'airain, Paris, Baudinière, coll. La Guerre secrète, 1937
- Du sang sur les rails, Paris, Baudinière, coll. Les Romans policiers, 1937 ; réédition, Paris, Baudinière, coll. Sur la piste, 1940
- Le Testament du planteur, Paris, Tallandier, Le Livre d'aventures (1re série) no 18, 1937
- Cœur de France, Paris, Tallandier, coll. Romans de cape et d'épée (2e série) no 19, 1937
- Les Naufragés du "Cambridge", Paris, Rouff, coll. Romans pour la jeunesse (1re série) no 257, 1937
- Le Drame du mas d'Orsans, Paris, Rouff, coll. Aventures policières no 6, 1937
- Cent mille francs ont disparu, Paris, Rouff, coll. Aventures policières no 14, 1937
- Le Tableau de Van Dyck, Paris, Rouff, coll. Aventures policières no 37, 1937
- Haine de femme, Paris, Tallandier, Le Livre de Poche Tallandier (4e série) no 11, 1937
- Tirez les premiers, Messieurs les Anglais, Paris, Rouff, coll. L'Histoire vécue no 11, 1937
- L'Héroïque Dévouement des bourgeois de Calais, Paris, Rouff, coll. L'Histoire vécue no 44, 1937
- Un épisode de la révolte des Jacque, Paris, Rouff, coll. L'Histoire vécue no 50, 1937
- La Cassette volée, Paris, Rouff, coll. Romans pour la jeunesse no 232, 1937
- Obsédé par ton souvenir, Paris, Fayard, coll. Les Maîtres du roman populaire no 548, 1937
- Enfin... toi !, Paris, Fayard, coll. Les Maîtres du roman populaire no 552, 1937
- La Femme au chapeau rouge, Paris, Baudinière, coll. La Guerre secrète, 1938
- Guet-apens dans la Forêt-Noire, Paris, Baudinière, coll. La Guerre secrète, 1938
- La Fée Castelbon, Paris, Tallandier, coll. Le Livre de Poche Tallandier (5e série) no 19, 1938
- Le Capitaine Cœur-de-fer, Paris, Tallandier, coll. Grandes aventures et voyages excentriques (3e série) no 26, 1938
- L'Idole aux yeux de jade, Paris, Tallandier, Le Livre d'aventures (2e série) no 4, 1938
- Dans la pampa argentine, Paris, Tallandier, Le Livre d'aventures (2e série) no 15, 1938
- Le Prisonnier des Saccheds, Paris, Tallandier, Le Livre d'aventures (2e série) no 22, 1938
- La Fille du Boër, Paris, Tallandier, Le Livre d'aventures (2e série) no 38, 1938
- Les Fils de la tempête, Paris, Tallandier, coll. Romans de cape et d'épée (3e série) no 6, 1938
- Jolie Passagère, Paris, Rouff, coll. Les Romans de cœur no 36, 1938
- Le cœur veut vivre, Paris, Fayard, coll. Les Maîtres du roman populaire (2e série) no 5, 1938
- Amoureuse Destinée, Paris, Fayard, coll. Les Maîtres du roman populaire (2e série) no 17, 1938
- L'Anneau pourpre, Paris, Éditions des Loisirs, coll. Loisirs-Police, 1938
- Le Prix d'un baiser, Paris, Mon livre préféré no 72, 1938
- Amours de bohème, Paris, Mon livre préféré no 75, 1938
- La Démone aux yeux bleus, Paris, Mon livre préféré no 83, 1938
- Trahie !!, Paris, Mon livre préféré no 88, 1938
- L'amour est un mirage, Paris, Mon livre préféré no 96, 1938
- Un cœur en révolte, Paris, Mon livre préféré no 103, 1938
- L'Amour ! Notre seul bien, Paris, Mon livre préféré no 111, 1938
- Un amour meurt... un amour naît !, Paris, Mon livre préféré no 122, 1938
- Le Drame de Juan-les-Pins, Paris, La Technique du livre, coll. La P. J. no 4, 1939
- Alerte à la Spezia, Paris, Baudinière, coll. La Guerre secrète, 1939
- La Pagode aux sept Bouddhas, Paris, Tallandier, coll. Grandes Aventures et Voyages excentriques (3e série) no 36, 1939
- Le Monstre d'Ipuscoa, Paris, Tallandier, coll. Grandes Aventures et Voyages excentriques (3e série) no 40, 1939
- Démon blanc, Paris, Tallandier, coll. Grandes Aventures et Voyages excentriques (3e série) no 48, 1939
- La Belle Duchesse de Longueville, Paris, Tallandier, coll. Romans de cape et d'épée (3e série) no 35, 1939
- Les Prisonniers de la Bastille, Paris, Tallandier, coll. Romans de cape et d'épée (3e série) no 41, 1939
- Selon son cœur, Paris, Fayard, coll. Les Maîtres du roman populaire (2e série) no 33, 1939
- Mon rêve le plus fou, Paris, Mon Livre préféré no 149, 1939
- Amours de vedette, Paris, Mon Livre préféré no 180, 1939
- Quand revit le passé, Paris, Mon Livre préféré no 221, 1939
- Lorsque tout est fini, Paris, Mon Livre préféré no 249, 1939
- Ton cœur cruel, Paris, Mon Livre préféré no 253, 1939
- Mafferson, agent double, Paris, Baudinière, coll. La Guerre secrète, 1940
- La Perle noire, Paris, Librairie des Champs-Élysées, Série Émeraude no 25, 1940 ; réédition, Paris, LaBruyère, coll. La Cagoule no 49, 1948
- Quand on suit le même chemin, Paris, Tallandier, coll. Le Livre de Poche Tallandier (5e série) no 78, 1940
- Les Masques noirs, Paris, Tallandier, coll. Romans de cape et d'épée (3e série) no 47, 1940
- La Sirène d'argent, Paris, La Technique du livre, coll. La P. J. no 10, 1940
- Les Bandits de la Rivière des Perles, Paris, Tallandier, coll. Grandes Aventures et Voyages excentriques (3e série) no 57, 1940
- Les Vengeurs du roi Henri, Paris, Tallandier, coll. Romans de cape et d'épée (3e série) no 56, 1941
- Terreur malaise, Paris, Librairie des Champs-Élysées, Le Masque no 318, 1941
- L'Agonie infernale, Paris, Éditions du Livre moderne, coll. Mon roman policier no 8, 1943
- Meurtre dans le rapide, Paris, Éditions A.B.C., 1943
- L'Ange du désert, Paris, Éditions A.B.C., 1943
- Appel dans la nuit, Paris, Curial, 1944
- Rosette jolie, Paris, Tallandier, coll. Roman d'amour. Roman de toujours, 1945
- Un roman d'amour: La Fleuriste du bar, Paris, SAG, 1945
- Rêve de joie, rêve d'amour, Paris, Éditions Mazarine, 1945
- L'Affaire de la rue du Sentier, Paris, Éditions J.B.J., coll. Aventures et Police, 1945
- L'Homme d'Erneville, Paris, Éditions J.B.J., coll. Aventures et Police, 1945
- L'Impossible Aventure, Bagneux, Éditions CEP, coll. Les Romans de la vie no 5, 1945
- Rien que votre amour, Bagneux, Éditions CEP, coll. Les Romans de la vie no 14, 1945
- Son vrai visage, Paris, Curial-Archereau, 1945
- La sirène d'argent Collection "Les récits policiers", n° 28, 1945
- Crimes à Montmartre, Paris, P. Dupont, coll. Œdipe, 1946
- Si belle..., Bagneux, Éditions CEP, coll. Les Romans de la vie no 28, 1946
- Nous serons heureux, Paris, S.A.G.E.D.I., 1949
- Les Écumeurs de la brousse, Paris, Rouff, coll. Romans pour la jeunesse (2e série) no 32, 1948
- Au grand soleil de notre amour, Paris, Éditions Parvillée, coll. Le Cœur a ses secrets no 17, 1948
- Samba... Samba, Lyon, Éditions du Puits-Pelu, coll. Le Glaive no 45, 1950
- L'Extraordinaire Vagabond, Lyon, Éditions du Puits-Pelu, coll. Le Glaive no 48, 1950
- Le Juge et l'Assassin, Lyon, Éditions du Puits-Pelu, coll. Le Glaive no 56, 1951
- La mort rôde par la maison, Lyon, Éditions du Puits-Pelu, coll. Le Glaive no 57, 1951
- Une lame dans le dos, Lyon, Éditions du Puits-Pelu, coll. Le Glaive no 62, 1951
- Fabienne et l'amour, Lyon, Éditions du Puits-Pelu, coll. Crinoline no 123, 1951
- Le Fétiche de Bélisaire, Lyon, Éditions du Puits-Pelu, coll. Le Glaive no 66, 1952
- Poignardée au dancing, Lyon, Éditions du Puits-Pelu, coll. Le Glaive no 74, 1953
- Un cœur attendait, Lyon, Éditions du Puits-Pelu, coll. Crinoline no 158, 1953
- Amours de vacances, Lyon, Éditions du Puits-Pelu, coll. Crinoline no 164, 1953
- Tous dans le bain, Lyon, Jacquier, coll. La Loupe no 28, 1954
- L'Homme aux yeux de loup, Lyon, Éditions du Puits-Pelu, coll. Le Glaive no 81, 1954
- Le Meurtre d'Artigny, Lyon, Éditions du Puits-Pelu, coll. Le Glaive no 90, 1954
- Les Durs de Barbès, Lyon, Éditions du Puits-Pelu, coll. Le Glaive no 101, 1955
- Les Plus Beaux Yeux du monde, Lyon, Éditions du Puits-Pelu, coll. Crinoline no 180, 1954
- La Drame du vallon noir, Paris, Ferenczi, coll. Mon roman d'aventures no 342, 1955
- Révolte à Santa-Morena, Paris, Ferenczi, coll. Mon roman d'aventures no 376, 1955
- Le Collier de Lady Sherwood, Lyon, Éditions du Puits-Pelu, coll. Le Glaive no 108, 1955
- À nous le fric, Lyon, Éditions du Puits-Pelu, coll. Le Glaive no 116, 1956
- Des garces, Monsieur !, Lyon, Jacquier, coll. La Loupe no 53, 1956
- Tout mon cœur pour t'aimer, Paris, Fayard, coll. Le Roman complet no 188, 1964

#### Signés Paul Dargens
- La Douleur de vivre, Paris, Ferenczi, coll. Mon livre favori no 27, 1921
- On meurt d'amour, Paris, Ferenczi, coll. Mon livre favori no 31, 1921
- L'amour a ses raisons, Paris, Ferenczi, coll. Le Petit Livre no 433, 1921
- Premier Amour, Première Ivresse, Paris, Ferenczi, coll. Le Petit Livre no 522, 1922
- Amantel, Paris, Ferenczi, coll. Le Petit Livre no 543, 1923
- L'Ombre du passé, Paris, Ferenczi, coll. Le Petit Livre no 581, 1924
- À l'ombre du berceau, Paris, Ferenczi, coll. Le Petit Livre no 598, 1924
- Chérie !, Paris, Ferenczi, coll. Le Livre épatant no 280, 1925
- Au temps des cerises, Paris, Ferenczi, coll. Le Petit Livre no 655, 1925
- Mireille la jolie, Paris, Ferenczi, coll. Le Petit Livre no 663, 1925
- La Plus Aimée, Paris, Ferenczi, coll. Le Petit Livre no 672, 1925
- Elle était si jolie !, Paris, Ferenczi, coll. Le Petit Livre no 676, 1925
- L'Heure du danger, Paris, Ferenczi, coll. Le Petit Livre no 684, 1925
- Si vous rêvez d'amour, Paris, Ferenczi, coll. Mon livre favori no 249, 1926
- Le Portrait de l'aimée, Paris, Ferenczi, coll. Le Livre épatant no 316, 1926
- L'Homme du "New-Californian", Paris, Ferenczi, coll. Le Roman policier no 4, 1926
- Les Naufragés de Bornéo, Paris, Ferenczi, Les Romans d'aventures no 19, 1926
- L'Ombre de la morte, Paris, Ferenczi, coll. Mon livre favori no 336, 1927
- Et l'on aime encore, Paris, Ferenczi, coll. Le Livre épatant no 342, 1927
- La Première Faute, Paris, Ferenczi, coll. Le Petit Livre no 766, 1927
- Pour l'amour d'une blonde, Paris, Ferenczi, coll. Le Petit Livre no 778, 1927
- Une femme passa, Paris, Ferenczi, coll. Le Petit Livre no 788, 1927
- Péché de femme, Paris, Ferenczi, coll. Notre cœur no 13, 1927
- L'Aventure du détective, Paris, Ferenczi, coll. Le Roman policier no 12, 1927
- L'Enlèvement de Tom Herlowe, Paris, Ferenczi, coll. Le Roman policier no 20, 1927
- Les Dollars de Mister Hogg, Paris, Ferenczi, coll. Le Roman policier no 30, 1927
- Passion de clown, Paris, Ferenczi, coll. Mon livre favori no 367, 1928
- Cœur de coquette, Paris, Ferenczi, coll. Mon livre favori no 378, 1928
- Vos baisers mentaient, Paris, Ferenczi, coll. Le Livre épatant no 355, 1928
- Tout mon cœur est à vous, Paris, Ferenczi, coll. Le Petit Livre no 806, 1928
- Mon unique amour, Paris, Ferenczi, coll. Le Petit Livre no 829, 1928
- Rêves brisés, Paris, Ferenczi, coll. Le Petit Roman no 40, 1928
- Le Tigre de Guanimara, Paris, Ferenczi, Les Romans d'aventures no 50, 1928
- Ma blonde fiancée, Paris, Ferenczi, coll. Mon livre favori no 412, 1929
- L'Erreur sentimentale, Paris, Ferenczi, coll. Le Livre épatant no 434, 1929
- Michette, petite aimée, Paris, Ferenczi, coll. Le Petit Livre no 852, 1929
- Quand l'amour s'enfuit, Paris, Ferenczi, coll. Le Petit Roman no 56, 1929 ; réédition, Paris, Ferenczi, coll. Le Roman d'amour illustré no 347, 1938
- Si j'ai ton cœur, Paris, Ferenczi, coll. Le Petit Roman no 85, 1929
- Sandragor le Maudit, Paris, Ferenczi, coll. Le Livre de l'aventure no 9, 1929
- La Première Maîtresse, Paris, Ferenczi, coll. Mon livre favori no 456, 1930
- C'est toi que j'aime, Paris, Ferenczi, coll. Mon livre favori no 479, 1930
- Annette, ma bien-aimée, Paris, Ferenczi, coll. Le Petit Livre no 906, 1930
- K.B.T. 42, Paris, Ferenczi, coll. Police et Mystère no 48, 1933
- La Fiancée du détective, Paris, Ferenczi, coll. Police et Mystère no 64, 1933
- Le Drame du casino, Paris, Ferenczi, coll. Police et Mystère no 79, 1933
- Petite Mienne, Paris, Ferenczi, coll. Le Roman d'amour illustré no 144, 1934
- Le Triangle noir, Paris, Ferenczi, coll. Police et Mystère no 129, 1934
- Pauvre... mais libre !, Paris, Ferenczi, coll. Le Petit Roman no 371, 1935
- Le Secret de la nuit, Paris, Ferenczi, coll. Police et Mystère no 170, 1935
- L'Homme aux abois, Paris, Ferenczi, coll. Crime et Police no 104, 1935
- La Vengeance du banquier, Paris, Ferenczi, coll. Police et Mystère no 191, 1936
- Cœur de bandit, Paris, Ferenczi, coll. Police et Mystère no 197, 1936
- L'Affaire de la rue bleue, Paris, Ferenczi, coll. Police et Mystère no 223, 1936
- Le Tyran de Manajuaz, Paris, Ferenczi, coll. Le Petit Roman d'aventures no 7, 1936
- Le Mystère du Korang, Paris, Ferenczi, coll. Voyages et Aventures no 128, 1936
- Le Cambriolage de Sermoize, Paris, Ferenczi, coll. Police et Mystère, 1937
- Chantage, Paris, Ferenczi, coll. Police et Mystère, 1937
- Dans la nuit d'octobre, Paris, Ferenczi, coll. Police et Mystère, 1937
- De l'amour au crime, Paris, Ferenczi, coll. Police et Mystère, 1937
- L'Énigme de Vaubernon, Paris, Ferenczi, coll. Police et Mystère, 1937
- L'Enlèvement de Maryse, Paris, Ferenczi, coll. Police et Mystère, 1937
- La justice triomphe du crime, Paris, Ferenczi, coll. Police et Mystère, 1937
- La Suicidée du Bois de Boulogne, Paris, Ferenczi, coll. Police et Mystère, 1937
- L'Homme à la gabardine, Paris, Ferenczi, coll. Police et Mystère no 243, 1937
- En péril, Paris, Ferenczi, coll. Police et Mystère no 254, 1937
- Le Flirt de Lady Mabel, Paris, Ferenczi, coll. Police et Mystère no 257, 1937
- Le Drame des Aubiers, Paris, Ferenczi, coll. Police et Mystère no 264, 1937
- Une histoire de chèques, Paris, Ferenczi, coll. Police et Mystère no 291, 1937
- Au kilomètre 29, Paris, Ferenczi, coll. Police et Mystère no 294, 1937
- Une femme passa, Paris, Ferenczi, coll. Le Petit Livre no 1352, 1938
- Un drame dans l'autobus, Paris, Ferenczi, coll. Police et Mystère no 303, 1938
- Drame à Montmartre, Paris, Ferenczi, coll. Police et Mystère no 306, 1938
- Le Spectre de la morte, Paris, Ferenczi, coll. Police et Mystère no 310, 1938
- Le Crimes des Brières, Paris, Ferenczi, coll. Police et Mystère no 316, 1938
- Fred le diabolique, Paris, Ferenczi, coll. Police et Mystère no 322, 1938
- Le Secret de la folle, Paris, Ferenczi, coll. Police et Mystère no 326, 1938
- Kidnapping, Paris, Ferenczi, coll. Police et Mystère no 330, 1938
- Le Pic de la Dent du Chat, Paris, Ferenczi, coll. Police et Mystère no 334, 1938
- Derrière le rideau rouge, Paris, Ferenczi, coll. Police et Mystère no 338, 1938
- Les Joyaux de Lady Grâce, Paris, Ferenczi, coll. Police et Mystère no 342, 1938
- La Haine sans pardon, Paris, Ferenczi, coll. Mon Livre favori no 884, 1938
- Le Pendu de Vincennes, Paris, Ferenczi, coll. Le Petit Roman policier no 32, 1939
- Triste Affaire, Paris, Ferenczi, coll. Police et Mystère no 346, 1939
- Le Studio sanglant, Paris, Ferenczi, coll. Police et Mystère no 350, 1939
- Les Fugitifs, Paris, Ferenczi, coll. Police et Mystère no 355, 1939
- L'Affaire de l'"Aquitaine", Paris, Ferenczi, coll. Police et Mystère no 359, 1939
- L'Homme à la cicatrice, Paris, Ferenczi, coll. Police et Mystère no 362, 1939
- Une affaire suspecte, Paris, Ferenczi, coll. Police et Mystère no 365, 1939
- Dans la rame 1354, Paris, Ferenczi, coll. Police et Mystère no 366, 1939
- Le Gangster masqué, Paris, Ferenczi, coll. Police et Mystère no 370, 1939
- La Mystérieuse Femme blonde, Paris, Ferenczi, coll. Police et Mystère no 374, 1939
- La Première Maîtresse, Paris, Ferenczi, coll. Mon Livre favori no 939, 1939
- À bout portant !, Paris, Ferenczi, coll. Police et Mystère no 392, 1940
- Nuit de bal, Paris, Ferenczi, coll. Police et Mystère no 402, 1940
- L'Homme du Cap, Paris, Ferenczi, coll. Police et Mystère no 407, 1940
- Le Fantôme blanc, Paris, Ferenczi, coll. Police et Mystère no 410, 1940
- La Marque bleue, Paris, Ferenczi, coll. Police et Mystère no 413, 1940
- La Dernière Lettre, Paris, Ferenczi, coll. Police et Mystère no 430, 1941
- Les Chercheurs de rubis, Paris, Éditions du Livre moderne, 1941
- Un vol à Shaghaï, Paris, Éditions du Livre moderne, 1941
- Les Pirates de Si-Kiang, Paris, Ferenczi, 1941
- Le Masque de mort, Paris, Éditions du Livre moderne, coll. Mon roman policier no 6, 1943
- Le Tyran de Manajuaz, Paris, Ferenczi, Mon roman d'aventures no 131, 1950
- Le Maître de la forêt, Paris, Ferenczi, Mon roman d'aventures no 143, 1951
- L'Îlot du diable, Paris, Ferenczi, Mon roman d'aventures no 149, 1951
- La Randonnée maudite, Paris, Ferenczi, Mon roman d'aventures no 316, 1954
- Le Drame du vallon noir, Paris, Ferenczi, Mon roman d'aventures no 342, 1955

#### Signés Paul Dancray
- Au pays des fakirs, Paris, France-Édition, 1924 ; réédition, Paris, Tallandier, coll. Livre national-Aventures et Voyages (2e série) no 64, 1925 ; réédition, Paris, Tallandier, coll. Les Chevaliers de l'Aventure (2e série) no 21, 1933
- Les Rôdeurs de brousse, Paris, France-Édition, coll. Les Beaux Romans d'Aventures no 153-156, 1924 ; réédition, Paris, Tallandier, coll. Livre national-Aventures et Voyages (2e série) no 359, 1931
- Le Coffret aux saphirs, Paris, France-Édition, 1924 ; réédition, Paris, Tallandier, coll. Livre national-Aventures et Voyages (2e série) no 385, 1931
- Les Amours d'un modèle, Paris, Fayard, coll. Les Maîtres du roman populaire no 240, 1924
- Watahah, la mystérieuse, Paris, Tallandier, coll. Livre national-Aventures et Voyages (2e série) no 39, 1925 ; réédition, Paris, Tallandier, coll. Les Chevaliers de l'aventure no 34, 1932
- Les Millions du Tchantoung, Paris, Tallandier, coll. Livre national-Aventures et Voyages (2e série) no 52, 1925 ; réédition, Paris, Tallandier, coll. Les Chevaliers de l'aventure (2e série) no 42, 1934
- La Pagode au miroir d'argent, Paris, Tallandier, coll. Livre national-Aventures et Voyages (2e série) no 77, 1925 ; réédition, Paris, Tallandier, coll. Les Chevaliers de l'aventure no 25, 1932
- Juliane, Paris, Fayard, coll. Les Maîtres du roman populaire no 265, 1925
- Courtisane, Paris, Société anonyme d'imprimerie de la Goutte-d'Or, coll. Le Roman complet no 293, 1926
- Les Conquérants des mines d'argent, Paris, Tallandier, coll. Livre national-Aventures et Voyages (2e série) no 121, 1926 ; réédition, Paris, Tallandier, coll. Les Chevaliers de l'aventure no 42, 1932
- Chère petite femme, Paris, Rouff, Mon roman no 157, 1926
- Belle Idole, Paris, Rouff, Mon roman no 176, 1926
- Fille de danseuse, Paris, Fayard, coll. Les Maîtres du roman populaire no 310, 1927
- Le Roi des hommes rouges, Paris, Tallandier, coll. Livre national-Aventures et Voyages (2e série) no 156, 1927
- Les Maîtres de l'Himalaya, Paris, Tallandier, coll. Livre national-Aventures et Voyages (2e série) no 169, 1927 ; réédition, Paris, Tallandier, coll. Les Chevaliers de l'aventure (2e série) no 34, 1934
- Celle qu'on aime, Paris, Rouff, Mon roman no 215, 1927
- Jolie Dactylo, Paris, Rouff, coll. Le Livre illustré no 47, 1927
- Jack le rouge, roi des convicts, Paris, Tallandier, coll. Livre national-Aventures et Voyages (2e série) no 211, 1928
- De tout leur grand amour, Paris, Fayard, coll. Les Maîtres du roman populaire no 336, 1928
- Cruelle Épreuve, Paris, Rouff, Mon roman no 244, 1928
- Je vous avais donné mon cœur, Paris, Rouff, coll. Le Livre illustré no 77, 1928
- Le Crime des autres, Paris, Fayard, coll. Les Maîtres du roman populaire no 352, 1929
- Les Nuits d'amour de la Riviera, Paris, Fayard, coll. Les Maîtres du roman populaire no 368, 1929
- Le Démon fauve de Java, Paris, Tallandier, coll. Voyages lointains. Aventures étranges no 50, 1929
- Mon cœur n'a pas changé, Paris, Rouff, Mon roman no 340, 1929
- Le Sorcier du feu, Paris, Tallandier, coll. Livre national-Aventures et Voyages (2e série) no 315, 1930
- L'Île aux damnés, Paris, Tallandier, coll. Voyages lointains. Aventures étranges no 64, 1930
- Les Amants de Stamboul, Paris, Fayard, coll. Les Maîtres du roman populaire no 379, 1930 ; réédition, Paris, Fayard, coll. Le Roman complet no 125, 1948
- Rêve d'Orient, Rêve d'amour, Paris, Fayard, coll. Les Maîtres du roman populaire no 393, 1930
- La Première aimée, Paris, Rouff, Mon roman no 365, 1930
- Yvonne chérie, Paris, Rouff, Mon roman no 390, 1930
- La Dame de Venise, Paris, Fayard, coll. Les Maîtres du roman populaire no 410, 1931
- Le Pirate du Pacifique, Paris, Tallandier, coll. Livre national-Aventures et Voyages (2e série) no 372, 1931
- Les Révoltés de Wandpoor, Paris, Tallandier, coll. Voyages lointains. Aventures étranges no 97, 1931
- Au vertige du jazz, Paris, Fayard, coll. Les Maîtres du roman populaire no 427, 1932
- On refait sa vie, Paris, Fayard, coll. Les Maîtres du roman populaire no 436, 1932
- Le Petit Cœur de Gilberte, Paris, Rouff, coll. Le Roman complet no 36, 1932
- La Revanche de l'amour, Paris, Rouff, coll. Le Livre illustré no 126, 1933
- Jusqu'au crime, Paris, Fayard, coll. Les Maîtres du roman populaire no 446, 1933 ; réédition, Paris, Fayard, coll. Le Roman complet no 164, 1948
- Amour passé, tendresse présente, Paris, Fayard, coll. Les Maîtres du roman populaire no 457, 1933 ; réédition, Paris, Fayard, coll. Le Roman complet no 157, 1948
- La vie se venge, Paris, Rouff, Mon roman no 536, 1933
- Les Millions du squatter, Paris, Tallandier, coll. Les Chevaliers de l'aventure (2e série) no 3, 1933
- Joli Tyran, Paris, Rouff, Mon roman no 570, 1934
- Pour une femme, Paris, Rouff, Mon roman no 597, 1934
- Mireille, fleur de Provence, Paris, Fayard, coll. Les Maîtres du roman populaire no 468, 1934
- Une femme se souvient, Paris, Fayard, coll. Les Maîtres du roman populaire no 482, 1934
- Cœur féminin, éternelle énigme, Paris, Fayard, coll. Les Maîtres du roman populaire no 497, 1935
- Cambrioleuse et mondaine, Paris, Fayard, coll. Les Maîtres du roman populaire no 506, 1935
- L'Enfant de la faute, Paris, Rouff, Mon roman no 638, 1934
- Amour ! Misère ou Misère ! Amour, Paris, Rouff, coll. Le Livre illustré no 173, 1935
- Pour gagner ton amour, Paris, Fayard, coll. Les Maîtres du roman populaire no 516, 1936
- Fuir... ou chercher l'amour ?, Paris, Fayard, coll. Les Maîtres du roman populaire no 525, 1936
- L'Amour dans la tempête, Paris, Fayard, coll. Les Maîtres du roman populaire no 542, 1937
- L'Héroïque Marceau, Paris, Rouff, coll. L'Histoire vécue no 56, 1937
- Âmes ardentes, Paris, Fayard, coll. Les Maîtres du roman populaire (2e série) no 12, 1938
- Mon cœur gardait votre image, Paris, Fayard, coll. Les Maîtres du roman populaire (2e série) no 27, 1938
- Amours d'Orient, Paris, Rouff, coll. Les Romans de cœur no 19, 1938
- La Lettre d'amour, Paris, Rouff, coll. Les Romans de cœur no 54, 1938
- Le Masque de fer, Paris, Rouff, coll. L'Histoire vécue no 65, 1938
- Les Compagnons de la "Bannière bleue", Paris, Tallandier, coll. Le Livre d'aventures no 34, 1938
- Justice de femme, Paris, Fayard, coll. Les Maîtres du roman populaire (2e série) no 27, 1939
- Je te confie Suzy, Paris, Éditions Paul Dupont, coll. Sérénade d'amour, 1945
- Trois clous au talon, Paris, Éditions Paul Dupont, coll. S.O.S. no 6, 1946
- La Belle Cambrioleuse, Paris, Fayard, coll. Le Roman complet no 172, 1948
- Les Nuits de la Riviera, Paris, Fayard, coll. Le Roman complet no 185, 1948

#### Signés Robert Navailles
- Les Nuits de Couraprais-la-Vertu, Paris, Collection Gauloise no 37, 1918
- La Fée aux Fleurs, Paris, Fayard, coll. Les Maîtres du roman populaire no 307, 1927
- La Rançon du premier amour, Paris, Fayard, coll. Les Maîtres du roman populaire no 319, 1927
- Au pays sacré des Lamas, Paris, Tallandier Livre national-Aventures et Voyages no 188, 1927
- On croit aimer, Paris, Rouff, Mon roman no 307, 1929
- De l'une à l'autre, Paris, Rouff, coll. Le Livre illustré no 112, 1929
- Estrella, fille d'Espagne, Paris, Fayard, coll. Les Maîtres du roman populaire no 350, 1929
- Maîtresse de son cœur, Paris, Fayard, coll. Les Maîtres du roman populaire no 358, 1929
- Loin des regards jaloux, Paris, Fayard, coll. Les Maîtres du roman populaire no 377, 1930 ; réédition, Paris, Fayard, coll. Le Roman complet no 106, 1957
- Mauvais Cœur, Paris, Rouff, Mon roman no 371, 1930
- Amants, Paris, Rouff, Mon roman no 379, 1930
- Gismonda, Paris, Fayard, coll. Le Livre populaire no 254, 1930
- Les Amours des trois cadets de Champagne, Paris, Fayard, coll. Le Livre populaire no 259, 1930
- Si tu crois en moi, Paris, Rouff, Mon roman no 438, 1931
- L'Amour en danger, Paris, Fayard, coll. Les Maîtres du roman populaire no 449, 1933
- Réfugiés en notre tendresse, Paris, Fayard, coll. Les Maîtres du roman populaire no 458, 1933
- Pur Visage, Cœur méchant, Paris, Rouff, Le Livre illustré no 124, 1933
- Rivale de sa fille, Paris, Tallandier, 1933
- Le Mal de trop aimer, Paris, Tallandier, 1933
- Nid d'amour, Paris, Rouff, Mon roman no 525, 1933
- Passion de jeunesse, Paris, Fayard, coll. Les Maîtres du roman populaire no 471, 1934
- Mona, l'aventurière, Paris, Fayard, coll. Les Maîtres du roman populaire no 485, 1934
- Pour sauver son amour, Paris, Rouff, Le Livre illustré no 141, 1934
- Sous le signe du malheur, Paris, Fayard, coll. Les Maîtres du roman populaire no 493, 1935
- Tu seras mon dernier amour, Paris, Fayard, coll. Les Maîtres du roman populaire no 513, 1935
- Pour vous... rien que pour vous..., Paris, Rouff, Le Livre illustré no 171, 1935
- Reine de mon cœur, Paris, Fayard, coll. Les Maîtres du roman populaire no 523, 1936
- Le Roman d'une chauffeuse, Paris, Fayard, coll. Les Maîtres du roman populaire no 539, 1936
- L'Amour dont on meurt, Paris, Fayard, coll. Les Maîtres du roman populaire (2e série) no 7, 1938
- Janerose et son sourire, Paris, Fayard, coll. Les Maîtres du roman populaire (2e série) no 22, 1938
- Cela, c'est le bonheur, Paris, Rouff, Les Romans du cœur no 23, 1938
- L'Infernale Planète, Paris, Société française d'éditions et de publications illustrées, 1941
- La Plantation maudite, Paris, Société d'éditions générales, coll. Héros d'aventures, 1945
- Baisers menteurs, Amours sincères, Paris, Fayard, 1945

### Autres publications signées Paul Darcy
- Au service de la France en Russie, Paris, La Revue de Paris, 1927
- Pour la liberté des sociétés et la protection de l'épargne, Paris, Revue politique et parlementaire, 1930
- Mon copain de papa, Paris, Tallandier, coll. Cinéma-Bibliothèque no 496, 1932
- Pomme d'amour, Paris, Tallandier, coll. Cinéma-Bibliothèque no 570, 1932
- L'Allemagne toujours armée, Paris, Éditions des Portiques, 1933
- Qui gouverne l'Allemagne?, Paris, La Technique du livre, 1937
- Henry Darcy, inspecteur des ponts et chaussées, Dijon, Darantière, 1960

## Sources
- Jacques Baudou et Jean-Jacques Schleret, Le Vrai Visage du Masque, vol. 1, Paris, Futuropolis, 1984, 476 p. (OCLC 311506692), p. 149-150.
- Claude Mesplède (dir.), Dictionnaire des littératures policières, vol. 1 : A - I, Nantes, Joseph K, coll. « Temps noir », 2007, 1054 p. (ISBN 978-2-910-68644-4, OCLC 315873251), p. 532-533.